# 一日圆银币
一日圓銀幣，或稱一圓銀貨（日语：／），為日本近代製造並发行的一种銀圓，其面额为“一圆”。

## 歷史

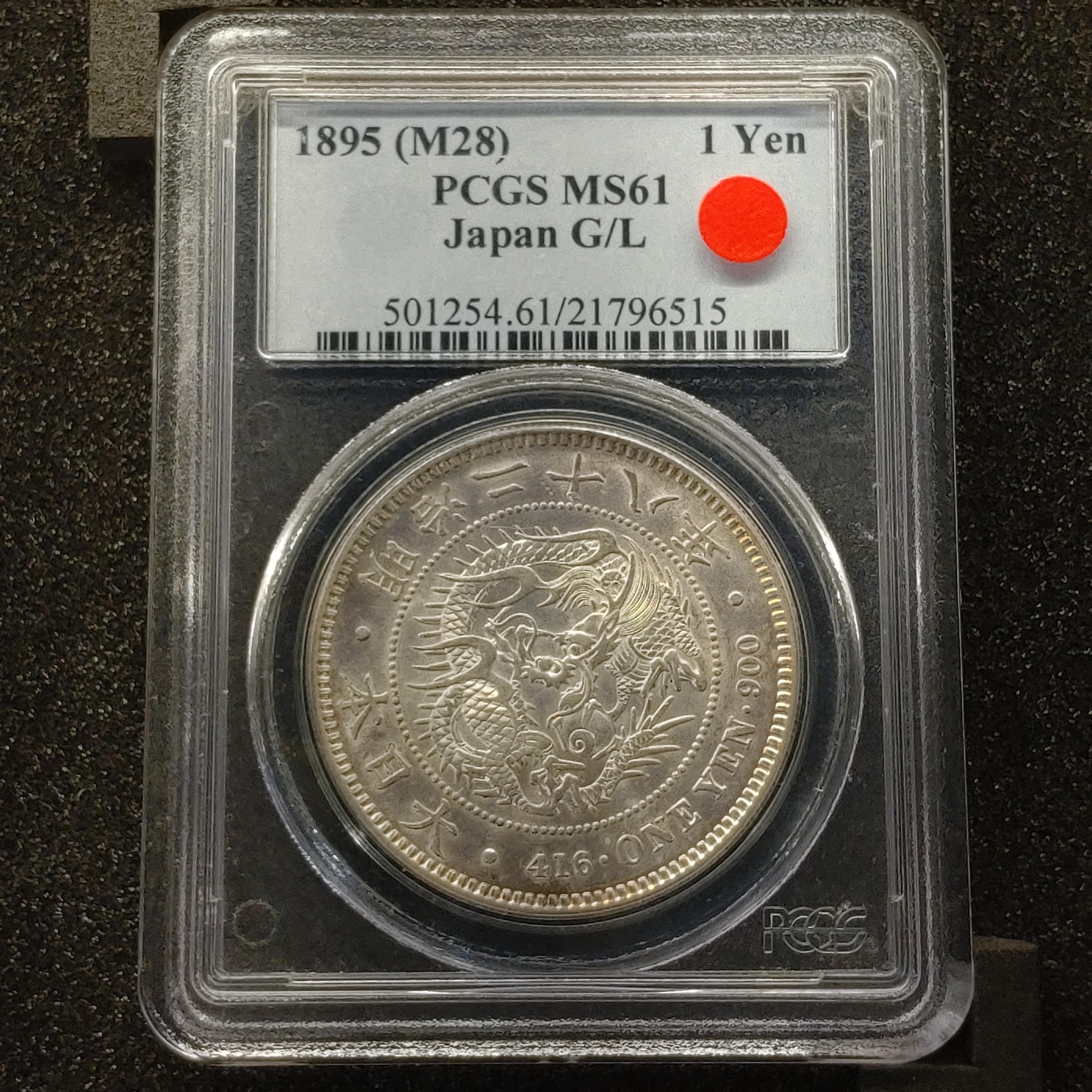
明治二十八年一円銀圓（明治七年版）

1868年，日本明治天皇踐祚，發起明治維新，推行现代化改革。维新政府于明治三年（1870年），从香港购得造币机器，开始铸造本国银圆。这批机器来自于1866年开设，1868年就关停的香港造币厂，日本政府以6万港元的价格购买了该厂的全套造币机械。
根據1871年（明治4年）的新貨幣條例，日本政府曾發行作為對外貿易專用的銀幣。鑄造至1914年（大正三年）止，主要流通於台灣及中國。
明治四年（1871年）5月10日，日本政府颁布《新货条例》（明治4年太政官布告第267号），废止江户幕府时代的一分银等银币，制造重416格令（约26.96克），含银90%、銅10%的贸易一圆银币与银辅币。
面额一圆的银币均带有飛龙戲珠紋，铸造发行始于明治三年（1870年），止于大正三年（1914年），45年间共铸造了34个年号，依次是明治三年、七到三十年、三十四到三十九年、四十一年、四十五年和大正三年，分为三大版别，既正面龙图背面太阳的明治三年版，正面龙图背“一圆”的明治七年版，正面龙图背“贸易银”的明治八年版。明治三年版仅发行明治三年，明治七年版发行于明治七年和明治十一年之后，明治八年版仅发现与明治八至十年。

## 台灣銀行券兌換用圓銀
1897年（明治30年），日本通過了《貨幣法》，正式實行金本位制度，在此之前一直佔據事實上標準貨幣地位的一圓銀幣則要到隔年的1898年（明治 31 年）4月1日才在日本停止發行流通使用。
但就在日本本土已停止流通使用一銀圓的時候，日本政府卻依然繼續鑄印著日本壹圓銀圓，其目的在於將該銀圓當作「臺灣銀行券」發行的擔保品，並且於1901年（明治34年）開始出口銀圓至臺灣以擔任台灣銀行券新印製的金圓券的擔保品。
而由於在該銀圓在日本本土已無法流通，不能當作貨幣使用，因此只能當作銀塊使用，故日本將其稱作為「圓形銀塊」。

## 銀幣含量
銀幣的材質內含 0.900 銀，0.100 銅，重量為 26.96 克（416格令 ）。大尺寸直徑為 38.6 毫米，小尺寸為 38.1 毫米 。大尺寸版本鑄造至1887年（明治20年），1887年至1914年則被小尺寸取代之。製作之時，處於明治维新後不久，造幣技術尚未成熟，故政府向英國求助。此外，從 1875 年到 1878 年，還鑄造了“貿易銀”（重量：420 格令）以匹配墨西哥銀圓的重量。

## 銀幣類型
| 銀幣圖案 | 銀幣名稱                                             | 直徑    | 發行年分                                              |
| -------- | ---------------------------------------------------- | ------- | ----------------------------------------------------- |
|          | 一銀圓 (明治三年版)                                  | 38.58mm | 明治三年 (1870)                                       |
|          | 一銀圓 (明治七年版)                                  | 38.6 mm | 明治七年－明治二十年 (1874－1887)                     |
|          | 一銀圓 台灣銀行券兌換用圓銀 (明治二十年版，圓形銀塊) | 38.1 mm | 明治二十年－明治四十五年 (1887－1912) 大正三年 (1914) |
|          | 貿易銀 (明治八年版)                                  | 38.6 mm | 明治八年－明治十年 (1875－1877)                       |

## 匯率
據阿道夫．費實於1900年出版的臺灣遊記（當時屬於日本殖民地）來看，1898年代，一日本銀圓等同於2.05德國馬克。